# Трисульфид дитория
Трисульфид дитория — бинарное неорганическое соединение
тория и серы
с формулой Th2S3,
коричневые кристаллы.

## Получение
- Нагревание стехиометрических количеств чистых веществ в вакууме [2]:

{\displaystyle {\mathsf {2Th+3S\ {\xrightarrow {800^{o}C}}\ Th_{2}S_{3}}}}

## Физические свойства
Трисульфид дитория образует коричневые кристаллы
ромбической сингонии, пространственная группа P nma, параметры ячейки a = 1,099 нм, b = 1,085 нм, c = 0,396 нм, Z = 4,
структура типа трисульфида дисурьмы
.
Соединение плавится при температуре 1950°C.